# Amore tra ladri
Amore tra ladri è un film televisivo prodotto dalla ABC nel 1987. Diretto da Roger Young, è interpretato da Audrey Hepburn e Robert Wagner. 

## Trama
La Baronessa Caroline DuLac (Audrey Hepburn) è una rinomata pianista. Un giorno il suo compagno viene rapito da un gruppo di ladri di gioielli. Per salvarlo, Caroline dovrà rubare tre Uova di Fabergé che dovrà poi consegnare ai ladri, in Messico.
Anche altre persone sono, però, interessate al prezioso bottino: Spicer (Jerry Orbach), figura misteriosa, costantemente in impermeabile, anche sotto il sole cocente del deserto messicano e Mike Chambers (Robert Wagner) le cui intenzioni e la cui identità cambiano in continuazione. 
Mike si unisce a Caroline nella ricerca, ma questa non sa nulla delle vere intenzioni di Mike. Da San Francisco i due arrivano in Messico. Il viaggio è avventuroso, la coppia deve affrontare diverse situazioni pericolose, tra problemi con la macchina e Spicer che li insegue. 
Mentre il rapporto tra Caroline e Mike cambia e migliora durante il viaggio, nello spettatore viene lasciato il dubbio che i personaggi non siano, in effetti, quelli che sembrano.

## Curiosità
- Amore tra ladri fu l'ultima apparizione, in un ruolo principale, della Hepburn
- Il film contiene diversi riferimenti ai precedenti film della Hepburn: il nome del cane di Caroline è Funny Face (titolo originale di: Cenerentola a Parigi), il continuo cambiamento di identità dei personaggi ricorda Sciarada (Charade), Caroline che si trova a spingere la macchina richiama Due per la strada (Two on the Road), Caroline appesa ad un cornicione di una casa sembra un riferimento a Linea di sangue (Bloodline)
- Il finale del film, lasciato aperto, sembrava preludere ad un seguito, ma il progetto non venne mai realizzato.